# Typ 87 (Spähpanzer)
Der Typ 87 (japanisch 87式偵察警戒車 87-shiki teisatsu keikaisha, deutsch ‚Spähwagen Typ 87‘) ist ein sechsrädriger (6×6) allradgetriebener Spähpanzer aus japanischer Produktion.

## Geschichte
Der Spähpanzer Typ 87 wurde Ende der 1970er-Jahre vom japanischen Betrieb Komatsu für die japanischen Bodenselbstverteidigungsstreitkräfte entwickelt. Dieses Spähfahrzeug verwendet zum Teil die gleichen Baugruppen wie das ebenfalls sechsrädrige Führungs- und Funkpanzerfahrzeug Typ 82, das von Mitsubishi Heavy Industries entwickelt wurde. Verwendet wird der Radpanzer von den japanischen Selbstverteidigungskräften seit 1987. Lediglich 52 Fahrzeuge wurden von Mitsubishi bis 2002 für Gesamtkosten von 1,5 Billionen Yen pro Stück an die Verteidigungskräfte ausgeliefert.

## Eigenschaften
Im Turm des Typ 87 finden zwei Personen Platz. Die Hauptbewaffnung stellt eine 25-mm-Maschinenkanone des schweizerischen Herstellers Oerlikon Contraves mit über 140 Schuss dar. Die Sekundärbewaffnung besteht aus einem koaxial zur Hauptwaffe angeordneten 7,62-mm-Maschinengewehr und acht Nebelmittelwurfbehältern. Für das Maschinengewehr werden etwa 400 Schuss mitgeführt. Zudem ist der Radpanzer mit einer Reifendruckregelanlage und einem ABC-Schutzsystem ausgestattet. Der Typ 87 besitzt keine amphibischen Eigenschaften.